# Opposition à l'immigration
 (octobre 2023).
Les oppositions à l'immigration existent dans la plupart des États-nations et dans d'autres États et sont devenus des thèmes importants dans les débats politiques.

## Arguments
L’opposition à l’immigration prend parfois une forme nativiste, ciblant principalement les immigrés dits « de première génération » (nés en dehors du pays).

## Particularités selon les pays

### Allemagne
En vertu des modifications apportées à la loi sur la citoyenneté du pays, depuis les réformes de 2024, les personnes demandant la naturalisation en Allemagne devront désormais affirmer le droit d’Israël à exister.

### Canada

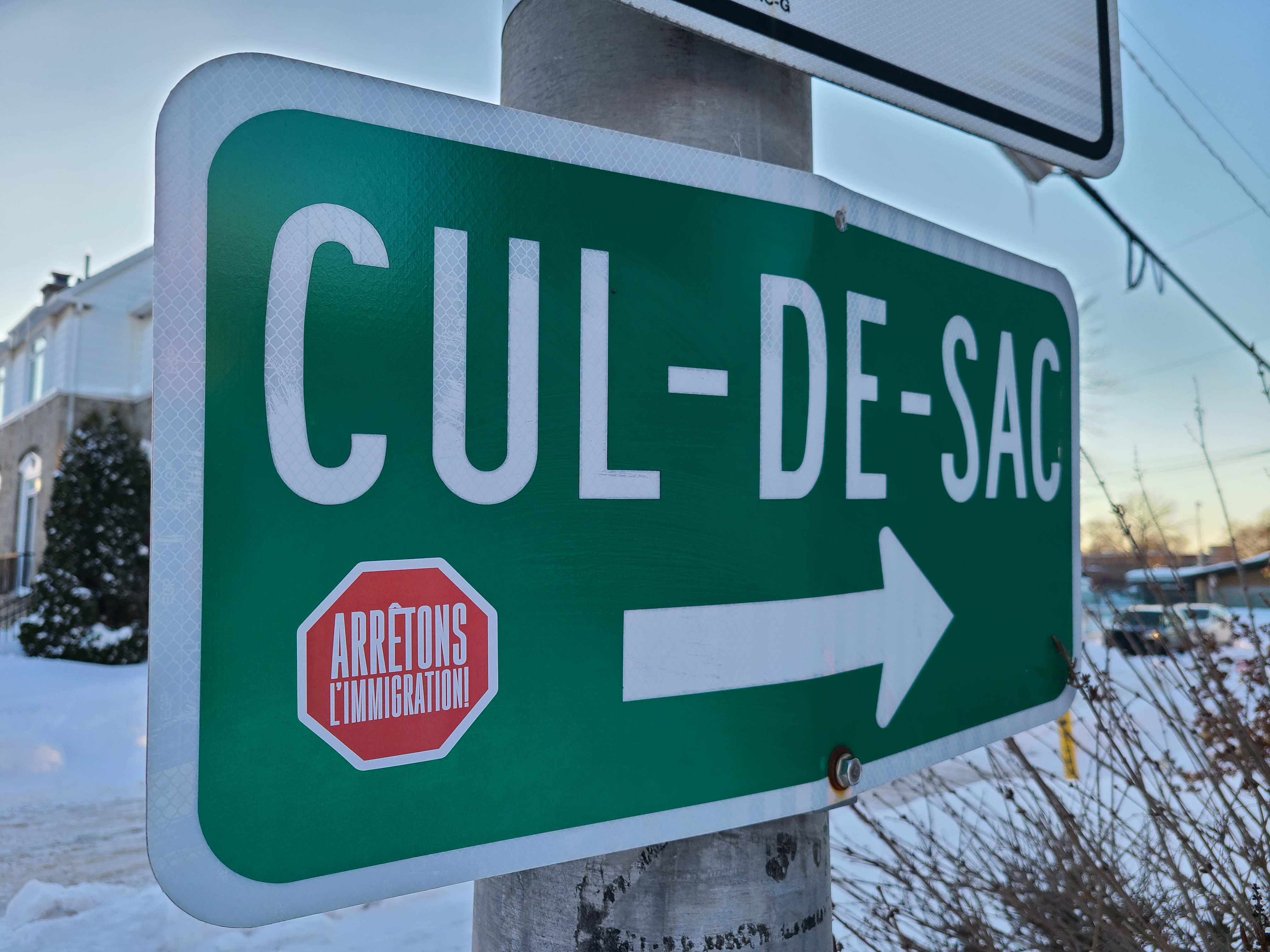
Autocollant anti-immigration sur un panneau routier public (Montréal, 2021).

Les critères d'accueil parfois laxistes du Canada en matière d'immigration suscitent notamment chez les québécois et les francophones une volonté de freiner l'immigration sur le territoire du Québec, où le français est en déclin depuis plusieurs années en raison de l'augmentation considérable des seuils d'immigration par le gouvernement Canadien ainsi que par certains partis politiques fédéralistes provinciaux, comme le Parti libéral du Québec.

### Suisse
Depuis les années 1960, les initiatives suisses contre la surpopulation étrangère ont voulu faire baisser l'immigration en Suisse. En 2012, l'association Ecopop a déposé devant les autorités une initiative populaire fédérale en vue d'une votation pour « limiter l'immigration nette en Suisse » et la surpopulation afin de protéger la nature et de limiter le besoin de constructions nouvelles.

### Turquie
La question de l'immigration, en particulier celle des réfugiés syriens, occupe une place centrale dans le débat public en Turquie depuis les années 2010. Le pays accueille officiellement plus de 3,5 millions de Syriens dans le cadre de la politique de « porte ouverte » mise en œuvre au début du conflit syrien.
À partir des années 2020, une opposition croissante à cette présence s’est exprimée au sein de la population et de la classe politique, notamment en raison des préoccupations liées à l’intégration, à la sécurité, au marché du travail et à la pression sur les services publics.
Parmi les figures politiques les plus emblématiques de cette opposition, on retrouve Ümit Özdağ, fondateur et dirigeant du Parti de la Victoire (Zafer Partisi), un parti nationaliste qui a fait de l'opposition à l'immigration un axe majeur de son programme. Özdağ dénonce une prétendue « invasion démographique » et appelle au rapatriement massif des réfugiés syriens. Il utilise régulièrement une rhétorique alarmiste sur le « changement de population » en Turquie.
Son discours trouve un écho croissant dans l'opinion publique et influence même des partis plus modérés. À l’approche des élections de 2023, la question migratoire est devenue un thème central, repris par une large partie de l’opposition et même par certains représentants du pouvoir en place,.